# استرونومی ناو
استرونومی ناو (به انگلیسی: Astronomy Now) یک مجلهٔ ماهانهٔ بریتانیایی دربارهٔ اخترشناسی و فضا است. تیراژ این مجله ۲۴٬۰۰۰ است.